# René Moawad
René Moawad (17 de abril de 1925, Zgharta - 22 de novembro de 1989, Beirute) (em árabe: رينيه معوض) foi presidente do Líbano por 17 dias, em 1989, de 5 a 22 de novembro, quando foi assassinado por terroristas desconhecidos.
Na sequência do Acordo de Taif para acabar com a Guerra Civil do Líbano, a Assembleia Nacional reuniu-se em 5 de novembro na base aérea de Qoleiat no norte do Líbano e Moawad foi eleito presidente do Líbano, 409 dias após Amine Gemayel desocupar esta posição após o término de seu mandato em 1988 (a Assembleia Nacional não tinha conseguido eleger um sucessor naquele momento). Dezessete dias depois, enquanto estava voltando das comemorações do Dia da Independência do Líbano em 22 de novembro de 1989, um carro-bomba foi detonado próximo a comitiva de Moawad no oeste de Beirute, matando ele e outras 23 pessoas.
Um cristão maronita conhecido por suas opiniões moderadas, Moawad deu aos cidadãos esperança que a longa e sangrenta guerra civil poderia terminar. Ele foi um exemplo de não-violência e aceitação do outro no mundo árabe, a sua cultura de não-confronto e de resolução de problemas e sua coragem levou todos os partidos libaneses a aceitá-lo como um presidente para acabar com a guerra. 